# La Chapelle-Chaussée
 La Chapelle-Chaussée  es una población y comuna francesa, situada en la región de Bretaña, departamento de Ille y Vilaine, en el distrito de Rennes y cantón de Bécherel.

## Demografía
| 692 | 591 | 546 | 597 | 624 | 763 |
| Para los censos de 1962 a 1999 la población legal corresponde a la población sin duplicidades (Fuente: INSEE [Consultar]) |     |     |     |     |     |